# Amt Rohrdorf

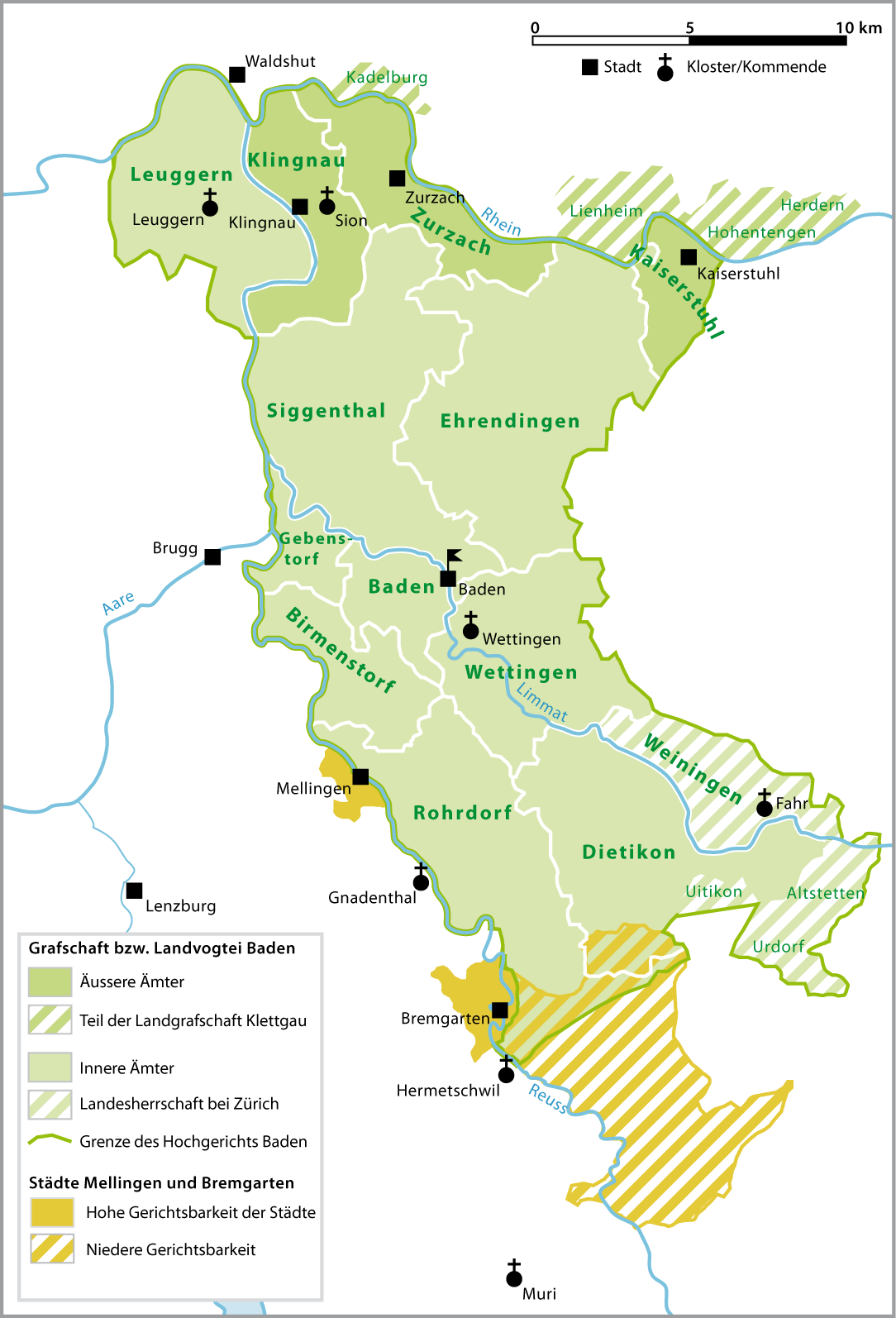
Karte der Grafschaft Baden mit dem Amt Rohrdorf

Das Amt Rohrdorf war eine Verwaltungseinheit in der Schweiz, die vom 14. bis 18. Jahrhundert auf dem Territorium des heutigen Kantons Aargau existierte. Sie umfasste einen Teil des Reusstals zwischen den Städten Baden und Bremgarten.

## Geschichte
Nach dem Aussterben der Kyburger sicherten sich die Habsburger im Jahr 1273 die Landesherrschaft im östlichen Aargau. Diese hatten bereits 1259 das Patronatsrecht der Pfarrei Rohrdorf vom elsässischen Kloster Murbach übernommen. Das Gebiet der Pfarrei gehörte ursprünglich zum Amt Baden und wurde ab der ersten Hälfte des 14. Jahrhunderts als eigenständiges Amt geführt. 1413 verkaufte Herzog Friedrich IV. den Rohrdorfer Kirchensatz mit Gütern, Rechten und Zehnten für 2200 Gulden an das Badener Agnesspital. Zwei Jahre später eroberten die Eidgenossen den Aargau und lösten die Habsburger als Landesherren ab. Das Amt Rohrdorf war nun Teil der Grafschaft Baden, einer gemeinen Herrschaft.
Das in den 1480er Jahren aufgezeichnete Urbar der Grafschaft Baden nennt die Siedlungen im Amt Rohrdorf mit den jeweiligen Inhabern der niederen Gerichtsbarkeit. Der in Baden residierende Landvogt übte im gesamten Gebiet die Blutgerichtsbarkeit aus; Niedergerichtsherr war er zusätzlich in den Dörfern Busslingen, Künten und Oberrohrdorf, in den Weilern Holzrüti und Vogelrüti, auf den Höfen Inenhard und Hasenberg sowie in Widen. Das Kloster Oetenbach in Zürich war zuständig für Sulz und Remetschwil, das Kloster Wettingen für Staretschwil, das Kloster Gnadenthal für Niederrohrdorf. Die Rechte für Bellikon und den benachbarten Weiler Husen waren im Besitz der Familie Krieg aus Bremgarten. Die Stadt Mellingen richtete im Trostburger Twing (rechtsufriger Teil der heutigen Gemeinde) und in Stetten. In den folgenden Jahrzehnten kam es zu zwei bedeutenden Änderungen der Verhältnisse: 1494 kaufte sich Stetten von der Stadt Mellingen frei, 1525 trat die Stadt Zürich die Rechtsnachfolge des aufgelösten Klosters Oetenbach an.
Nach dem Franzoseneinfall und der Ausrufung der Helvetischen Republik im Jahr 1798 wurde das Amt Rohrdorf aufgelöst. Die einzelnen Gemeinden gehörten vorübergehend zum Kanton Baden, seit 1803 liegen sie überwiegend im Bezirk Baden des Kantons Aargau (ein kleiner Teil im Bezirk Bremgarten).